# Гамильтон, Джон, 1-й баронет из Вудбрука
Джон Джеймс Гамильтон, 1-й баронет (4 августа 1755 — 24 декабря 1835) — лейтенант-генерал, британский офицер Ост-Индской компании, британской армии и (во времена наполеоновских войн) португальской армии, который принимал участие в боевых действиях по всему миру от Индии до Вест-Индии и был удостоен почестей за свою службу со стороны как британской, так и португальской королевской семьи. Гамильтон был благородного ирландского происхождения, будучи связан родством с первым графом Касл Стюартом, а браком с графом Тироном. Его продолжительная карьера и храбрость в бою получили широкое признание во время его жизни и после его смерти.

## Начало карьеры
Джон Гамильтон родился в Вудбруке недалеко от Страбана, графство Тирон, Ирландия, в семье Джеймса и Элинор Гамильтонов в 1755 году. Его мать была племянницей графа Касл Стюарта, и благодаря семейным связям молодой Гамильтон в возрасте всего 16 лет смог получить патент на офицерский чин в армии Ост-Индской компании в 1771 году. Став кадетом и присоединившись в 1772 году к 107-му Бенгальскому пехотному полку, Гамильтон почти сразу же принял участие в боевых действиях во время британского вторжения в Куч-Бихар, правительство которого столкнулось с одновременным вторжением из Бутана на севере. В 1778 году Гамильтон был произведён в лейтенанты, а в 1780 году снова вступил в бой во время Первой англо-маратхской войны, во время которой его войска участвовали в штурме и захвате Лахара, Гвалиора и Биджагарха в государстве маратхов. Почти в конце войны, в 1781 году, Гамильтон получил звание капитана.
В 1788 году, добиваясь продвижения по службе, Гамильтон перешел в регулярную британскую армию, будучи прикомандирован к новому 76-му пехотному полку в Калькутте. После этого Гамильтон в 1794 году участвовал во второй англо-майсурской войне, сражаясь против Султана Типу, когда его войска захватили город Бангалор, позже ставший частью Британской Ост-Индии. В том же году Гамильтон женился на Эмили Софии Монк, дочери Джорджа Пола Монка и леди Арамиты Бересфорд, дочери Маркуса Бересфорда, графа Тирона. По окончании военных действий Гамильтон получил звание бревет-майора и в 1795 году был отправлен подполковником 81-го пехотного полка в Вест-Индию во время британской попытки захватить Сан-Доминго. Она потерпели неудачу из-за продолжающейся гаитянской революции, но Гамильтон вновь отличился во время кампании.

## Наполеоновские войны
В 1798 году Гамильтон был отправлен в Капскую колонию в Южной Африке, только недавно захваченную у голландцев. Там он и его полк входили в состав гарнизона вплоть до Амьенского мира, после которого он вернулся в Великобританию, ненадолго вернувшись в колонию во время новой вспышки наполеоновских войн в 1803 году, после чего он стал бригадиром и был назначен в штаб в Ирландии. Утомлённый службой в Ирландии, Гамильтон добровольно вызвался в 1809 году присоединиться к португальской армии, практически разрушенной французским вторжением в 1808 году. В 1809 году, когда он обучил и организовал дивизию португальской пехоты, Гамильтон был повышен до генерал-майора, и в новом звании назначен генералом-инспектором португальской пехоты.
В 1810 году Гамильтон со своей дивизией присоединился к британской армии сэра Артура Уэлсли. В 1811 году его соединение участвовало в первом крупном бою в битве при Ла-Альбуэра, в котором дивизия Гамильтона действовала в качестве резерва и была задействована в разгар битвы, чтобы укрепить центр союзников. Силы Гамильтона в этот момент были фактически втянуты в бой слева от линии союзников, и на их перемещение ушло некоторое время. После битвы войска Гамильтона были самыми надёжными и самыми свежими из доступных, и их немедленно перебросили на вторую осаду Бадахоса (в конечном итоге неудачную). О Гамильтоне было сказано, что он «проявил предельную стойкость и мужество» в Ла-Альбуэра.
Гамильтон командовал дивизией до 1813 года; в ноябре 1812 года его войска защищали город Альба-де-Тормес против армии маршала Сульта. В 1813 году, после четырех лет непрерывных кампаний, Гамильтон был вынужден вернуться в Англию по болезни; во время его отсутствия он был награждён португальской династией Рыцарским Большим Крестом Ордена Башни и Меча, а также был посвящен в рыцари принцем-регентом и получил звание почётного полковника 2-го цейлонского полка. Гамильтон вернулся в свою дивизию в конце 1813 года и командовал ею в одной из последних битв Пиренейской войны. После договора в Фонтенбло Гамильтон вернулся в британскую армию, был назначен лейтенант-генералом в знак признания его заслуг и был назначен в тихое место командовать фортом Дунканнон.
В декабре 1814 года Гамильтон был удостоен титула баронета и отправился в отставку в своё семейное поместье. В 1823 году он был назначен главнокомандующим 69-м пехотным полком. Он умер в 1835 году в Танбридж-Уэллсе и был похоронен на кладбище Кенсал-Грин в Лондоне. У него остались жена, пять дочерей и сын сэр Джон Джеймс Гамильтон, 2-й баронет.